# Graafstroom
Ne doit pas être confondu avec Graafstroom (cours d'eau).
Graafstroom est une ancienne commune néerlandaise, en province de Hollande-Méridionale. L'ancienne commune de Graafstroom était située dans le cœur de l'Alblasserwaard. 
La rivière Alblas traverse la commune d'est en ouest. La mairie était située à Bleskensgraaf.

## Géographie

### Localités
La commune de Graafstroom incluait les localités de Bleskensgraaf, Brandwijk, Goudriaan, Gijbeland, Hofwegen, Molenaarsgraaf, Ottoland, Oud-Alblas et Wijngaarden.

## Histoire

### Époque contemporaine
L'histoire de la commune est récente : la commune a été créée le 1er janvier 1986, par la fusion des communes de Bleskensgraaf en Hofwegen, Brandwijk, Molenaarsgraaf, Ottoland, Oud-Alblas et Wijngaarden. Le nom de la commune a été emprunté au nom du cours supérieur de la rivière Alblas.
Graafstroom a été fusionnée le 1er janvier 2013 avec les communes de Liesveld et Nieuw-Lekkerland pour créer l' (ancienne) commune de Molenwaard.